# Lord-lieutenant du Berwickshire
Ceci est une liste de personnes qui ont servi comme Lord Lieutenant du Berwickshire.

## Liste des Lord Lieutenant
- Alexander Ramsey-Home 10e comte de Home 17 mars 1794 – 20 octobre 1841
- James Maitland 9e comte de Lauderdale 2 novembre 1841 – 22 août 1860[1]
- David Robertson (1er baron Marjoribanks) 10 décembre 1860 – 19 juin 1873[2]
- James Innes-Ker (6e duc de Roxburghe) 9 juillet 1873 – 23 avril 1879[3]
- Charles Douglas-Home (12e comte de Home) 20 juin 1879 – 1890[4]
- Frederick Maitland 13e comte de Lauderdale 4 mars 1890 – 1901
- Lieutenant-Colonel George, Lord Binning 5 janvier 1901 – 12 janvier 1917[5]
- Charles Balfour 30 mai 1917 – 31 août 1921[6]
- Colonel Charles Hope 23 janvier 1922 – 25 août 1930[7]
- Charles Douglas-Home (13e comte de Home) 8 décembre 1930 – 11 juillet 1951[8]
- George Baillie-Hamilton (12e comte de Haddington) 11 janvier 1952 – 1969[9]
- Lieutenant-Colonel Sir William Bertram Swan 13 octobre 1969 – 1989[10]
- Major-General Sir John Swinton of Kimmerghame  10 octobre 1989 – 2000
- Major Alexander Richard Trotter 20 septembre 2000 – 20 février 2014
- Jeanna Swan  25 avril 2014 – présent [11]